# 大唐御史谢瑶环
《大唐御史谢瑶环》是一部描述民间传说人物谢瑶环传奇一生的古装电视剧。2005年，CCTV-8曾播出此剧。

## 简介
唐朝上元年间，朝廷大臣文、谢两家被武则天抄灭，谢瑶环与未婚夫文怀中被迫分离。后谢瑶环为报父仇进入宫中欲刺杀武则天，她被武则天为国为民的胸怀感动，愿意留下来协助武则天。武则天任命谢瑶环为御史，她秉公办事，惩治腐败，深得民心，但也因此得罪了权贵武三思而被迫害致死。文怀中为谢瑶环沉冤后拒绝当官，而是为未婚妻守墓，终老一生。

## 演员
- 王思懿 　饰 谢瑶环
- 斯琴高娃 饰 武则天
- 李祖龙 　饰 武三思
- 黄海冰 　饰 文怀中
- 朱　娜 　饰 春　儿
- 萧小华 　饰 高　元
- 虞　俊 　饰 薛怀义
- 陈　昱 　饰 上官婉儿

## 职员
- 监制：廖明杰、李世明、丑述成、张英芳
- 出品人：刘继南、陈玲玲
- 执行制片人：赵晓峰
- 制片：刘红、郑美琦
- 策划：韦廉、敖丽蓉、李岩
- 艺术顾问：李莉
- 统筹：韩飞
- 摄影：阎英
- 美术：杨万
- 服装设计：李燕萍、段瑞青、张凤山
- 化妆：汪利群、黄云
- 道具：王松波
- 灯光：冯子勇
- 作词：李栋才
- 作曲：杨乃林
- 片头演唱：吴碧霞
- 片唱演唱：李祖龙